# Vol Gulf Air 072
Le 23 août 2000, le vol Gulf Air 072, un vol international régulier effectué par un Airbus A320 et reliant Le Caire, en Égypte, à Muharraq, à Bahreïn, s'écrase en mer quelques minutes après avoir effectué une remise de gaz à la suite d'une tentative ratée d'atterrissage sur la piste 12 de l'aéroport international de Bahreïn, provoquant la mort des 143 passagers et membres d'équipage à bord de l'appareil,. 
Il s'agit de la pire catastrophe aérienne survenue au Bahreïn et est, à l'époque, l'accident aérien le plus meurtrier impliquant un Airbus A320.

## Avion et équipage
Le vol 072 était assuré avec un Airbus A320-212, immatriculé A4O-EK (numéro de série 481). Cet avion de ligne moyen-courrier a effectué son premier vol le 16 mai 1994 et a été livré neuf à Gulf Air, la compagnie aérienne nationale de Bahreïn, en septembre 1994. Il était propulsé par deux turboréacteurs à double flux de type CFM International CFM56-5A3. Il avait cumulé plus de 17 000 heures de vol, effectué 14 000 cycles de vol (décollage/atterrissage), au moment de l'accident. Sa dernière visite de maintenance a eu lieu les 17 et 18 août 2000, indiquant qu'il était conforme à toutes les consignes de navigabilité applicables pour la cellule et les moteurs de l'avion.
Le commandant de bord est Ihsan Shakeeb (37 ans), de nationalité bahreïnienne. Il a rejoint Gulf Air en tant qu'élève pilote en 1989 et, après sa formation, a été promu copilote sur Lockheed L-1011 TriStar en 1994, puis est devenu copilote sur Boeing 767 en 1994, avant de devenir copilote sur Airbus A320 en 1998, puis commandant de bord en 2000. Il totalise 4 416 heures de vol, dont 1 083 heures sur A320 (dont 86 en tant que commandant de bord).
Le copilote est Khalaf S. al-Alawi (25 ans), de nationalité omanaise. Il a rejoint Gulf Air en tant qu'élève pilote en 1999 et a été promu copilote sur Airbus A320 en 2000. Il totalise 608 heures de vol, dont seulement 408 heures sur A320, au moment de l'accident.

## Déroulement des faits
Le vol 072 a décollé de l'aéroport international du Caire à 16 h 52, heure locale, avec à son bord 143 passagers et membres d'équipage. L'avion a entamé son approche finale vers l'aéroport à des vitesses plus élevées que la normale, initialement à 313 nœuds (580 km/h) puis diminuant à 272 nœuds (504 km/h). 
À 19 h 22, le contrôle d'approche a donné l'autorisation pour une approche visuelle sur la piste 12 de l’aéroport international de Bahreïn, avec le pilote automatique et le directeur de vol déconnectés. Le copilote al-Alawi a ensuite contacté l'approche de Bahreïn, l'informant qu'ils atterriraient sur la piste 12. 
Comme l'avion effectuait son approche avec une altitude et une vitesse trop élevée, le commandant Shakeeb, alors pilote en fonction (PF), a effectué un virage à 360°, avec un angle d'inclinaison de 36° vers la gauche (une manœuvre inhabituelle à basse altitude), pour tenter de corriger l'approche. La manœuvre a cependant échoué, car l'A320 a dépassé le prolongement de l'axe de piste une fois le virage terminé ; l'équipage a signalé qu'il souhaitait interrompre l'atterrissage et une remise des gaz a été tentée. 
Le contrôle autorisa alors une montée à 2 500 pieds (762 m), pour préparer une seconde approche. La vitesse de l’avion augmenta jusqu’à 185 nœuds (342 km/h) et l’appareil prit rapidement de l’altitude.
Alors qu'il effectuait une montée en virant sur la gauche, l'avion prit rapidement une assiette à piquer de 15°. L'avertisseur de proximité du sol (GPWS) s'est activé, déclenchant plusieurs alarmes successives qui ont continué à retentir jusqu'à l'impact. L'équipage n'a pas répondu aux avertissements répétés du GPWS, et environ une minute après le début de la remise des gaz, l'avion a disparu des écrans radar. 
À 19 h 30, l’A320 s’est écrasé en mer, à deux kilomètres au nord de l'aéroport, avec un angle à piquer de 6,5° et à une vitesse de 280 nœuds (518 km/h). La violence de l'impact a complètement détruit l'appareil, et les 135 passagers, dont 36 enfants, et les 8 membres d'équipages à bord ont tous été tués sur le coup.

## Bilan
- Survivants : aucun
- Morts : 143 (135 passagers, 8 membres d'équipage)[1].

| Nationalité         | Passagers | Équipage | Total |
| ------------------- | --------- | -------- | ----- |
| Égypte              | 63        | 1        | 64    |
| Bahreïn             | 34        | 2        | 36    |
| Arabie saoudite     | 12        | 0        | 12    |
| Palestine           | 9         | 0        | 9     |
| Émirats arabes unis | 6         | 0        | 6     |
| Chine               | 3         | 0        | 3     |
| Royaume-Uni         | 2         | 0        | 2     |
| Oman                | 1         | 1        | 2     |
| Australie           | 1         | 0        | 1     |
| Canada              | 1         | 0        | 1     |
| Koweït              | 1         | 0        | 1     |
| Soudan              | 1         | 0        | 1     |
| États-Unis          | 1         | 0        | 1     |
| Inde                | 0         | 1        | 1     |
| Maroc               | 0         | 1        | 1     |
| Philippines         | 0         | 1        | 1     |
| Pologne             | 0         | 1        | 1     |
| Total               | 135       | 8        | 143   |

## Enquête

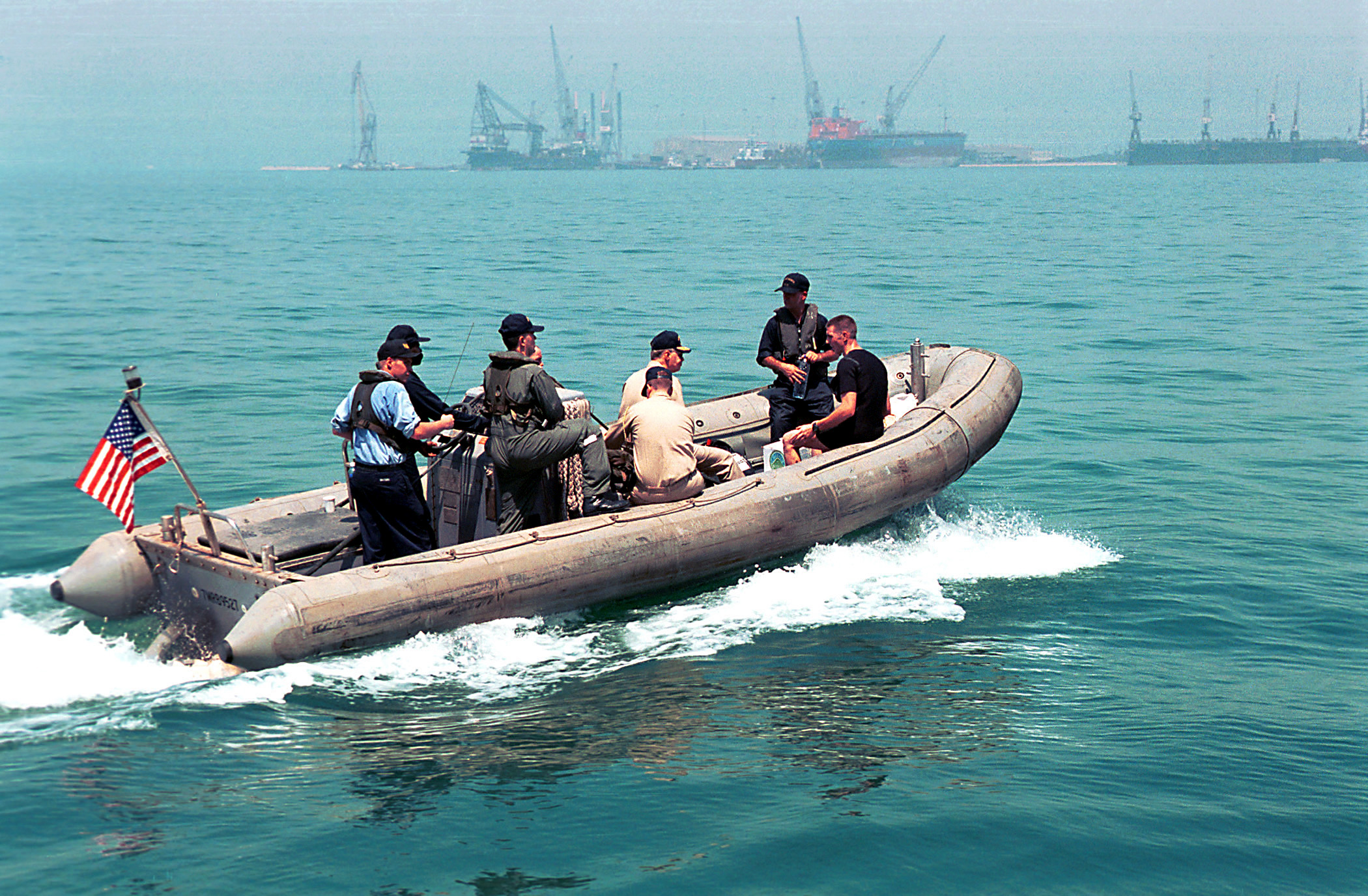
Plusieurs membres de la marine américaine participant aux opérations de sauvetage, après le crash du vol 072.

L'enquête devait initialement être menée par le gouvernement de Bahreïn, mais les responsables gouvernementaux ont rapidement demandé l'aide du Conseil national de la sécurité des transports américain (NTSB) pour enquêter sur l'accident. Le NTSB a ensuite été désigné comme l'organisme chargé de l'enquête ; ils ont été rejoints par des représentants de la France, de l'Égypte et d'Oman. Au total, 20 enquêteurs ont été impliqués sur cette enquête.
Les deux enregistreurs de vol (CVR et FDR) ont été retrouvés quelques jours après le crash et ont été transportés à Washington le 27 août pour être lus. Une analyse préliminaire des enregistreurs a révélé que certains éléments indiquaient que les pilotes avaient eu des difficultés à contrôler l'avion. L'enquêteur en chef du NTSB à Bahreïn, Frank Hilldrup, a déclaré que l'A320 avait volé à une vitesse excessive et que le commandant de bord, alors pilote en fonction, avait été averti par le copilote, mais que cet avertissement n'avait pas été pris en compte. L'avion a ensuite entamé une descente abrupte et à grande vitesse, jusqu'à ce qu'il s'écrase dans la mer. 
Le sous-secrétaire d'État à l'aviation civile de Bahreïn, Ibrahim al-Hamer, a déclaré qu'il était « prématuré » d'exprimer son opinion sur le crash, bien qu'il ait ajouté qu'il était de la responsabilité du pilote de faire atterrir son avion en toute sécurité.

### Conclusion
L’enquête a conclu que les causes de l’accident du vol 072 sont les suivantes :
- Le commandant de bord n’a pas respecté les procédures opérationnelles standards : sa vitesse de descente lors de la première approche était bien au-dessus de celle requise pour cette phase du vol, l’approche n’était pas stabilisée sur le bon plan d’approche, le virage serré en fin d’approche, proche de la piste et à basse altitude, ne faisait pas partie des procédures standards et la procédure de remise des gaz effectuée n’était pas correcte[4].
- Le copilote n’a pas essayé d’attirer l’attention de son commandant de bord sur les nombreux écarts des paramètres et profils de vol par rapport aux standards, comme demandé dans les procédures opérationnelles.
- Après la remise des gaz, l'équipage aurait eu une illusion somatogravique, ce qui a conduit le commandant de bord à croire à tort que l’avion était en train de cabrer. Il a donc poussé sur le manche pour réduire l’assiette, faisant alors piquer l’avion dans la mer. Aucun des deux membres d’équipage ne semble avoir perçu et n’a réagi aux alertes successives du GPWS signalant la proximité du sol[5]

Le rapport final a été publié le 15 août 2002 et a conclu que les principaux facteurs ayant contribué à cet accident sont le non-respect d'un certain nombre de procédures opérationnelles standard (SOP), ainsi que la désorientation spatiale et la perte de conscience situationnelle de la part de l'équipage de l'avion pendant l'approche et les dernières phases du vol. Un certain nombre de facteurs systémiques ont également contribué à l'accident, notamment de nombreuses lacunes concernant la formation en matière de gestion des ressources de l'équipage (CRM) par la compagnie aérienne, mais également en ce qui concerne les contrôles de sécurité de la part de la Direction générale de l'aviation civile et de la météorologie d'Oman, qui n’a pas pu obliger la compagnie aérienne à se conformer à certaines exigences réglementaires critiques.

## Conséquences
Après l'accident, Hamad bin Issa al-Khalifa, l'émir de Bahreïn, a déclaré trois jours de deuil national.
Par la suite, la compagnie Gulf Air a retiré le numéro de vol 072 (GF072) et l'a remplacé par le vol 070 (GF070), pour les vols reliant Le Caire à Bahreïn.
Après le crash, de nombreuses améliorations significatives ont été immédiatement mises en œuvre par la compagnie aérienne. Après que les enquêteurs ont souligné l'absence de formation CRM chez ses pilotes, elle a annoncé qu'un programme de formation au sol CRM serait proposé aux pilotes et aux membres de l'équipage en cabine, à compter de la date de l'accident. La compagnie aérienne a également déclaré qu'elle s'était engagée à achever la formation CRM pour tous les pilotes au plus tard en juin 2001. D'autres améliorations, telles que la formation au vol en ligne (LOFT) et la formation CRM spécialisée pour les pilotes d'A320, seraient ajoutées en 2002.
Gulf Air a finalement suspendu son programme de formation ab initio, après que de nombreux problèmes ont commencé à apparaître. D'autres révisions de son programme de formation ont été menées, telles que l'augmentation de la fréquence de la formation GPWS, un système de sélection des pilotes plus rigoureux, des changements dans la sélection et la formation des instructeurs de vol et de nombreuses améliorations dans les initiatives de sécurité. La formation à la procédure de remise de gaz sur l'A320 en particulier serait révisée.
Après l'accident, Gulf Air a mis en place son premier système d'analyse des données de vol, qui lui permettrait de surveiller le respect par les pilotes de la procédure opérationnelle standard de la compagnie aérienne.